# Edwards Lifesciences
Edwards Lifesciences (NYSE: EW) со штаб-квартирой в Ирвине, штат Калифорния, и её европейское подразделение Edwards Lifesciences Services GmbH со штаб-квартирой в Унтершлайсхайме под Мюнхеном, — американская компания по производству медицинского оборудования. Публично торгуемая компания.
Компания была основана в 1956 году Майлзом Эдвардсом и Альбертом Старром. В 2017 году имела объём продаж 3,4 миллиарда долларов и около 12 000 человек работников.
Компания известна своими продуктами, среди которых Edwards SAPIEN-TAVI (для транскатетерной замены аортального клапана), механические клапаны сердца, средства для кардихирургических вмешательств и для сосудистой терапии, устройства для гемодинамического мониторинга для измерения показателей сердечно-сосудистой системы во время операции и интенсивной терапии. венозные канюли и катетер Swan-Ganz.

## Основание
В 1956 году Майлз Лоуэлл Эдвардс построил конструкцию первого искусственного сердца. Имея опыт работы в области гидравлики и работы топливного насоса, он считал, что сердце можно механизировать. Он представил эту идею Альберту Старру, молодому хирургу из Орегонского университета здоровья и науки, который нашёл её слишком сложной. Вместо этого Старр призвал Эдвардса первоначально сосредоточиться на разработке искусственного клапана сердца (ИКС), в котором была неотложная необходимость. Спустя два года первый митральный клапан Starr-Edwards был спроектирован, разработан и протестирован в Edwards Laboratories (Санта-Ана, штат Калифорния, недалеко от корпоративной штаб-квартиры Edwards Lifescience), и успешно имплантирован пациенту 25 августа 1960 года. 

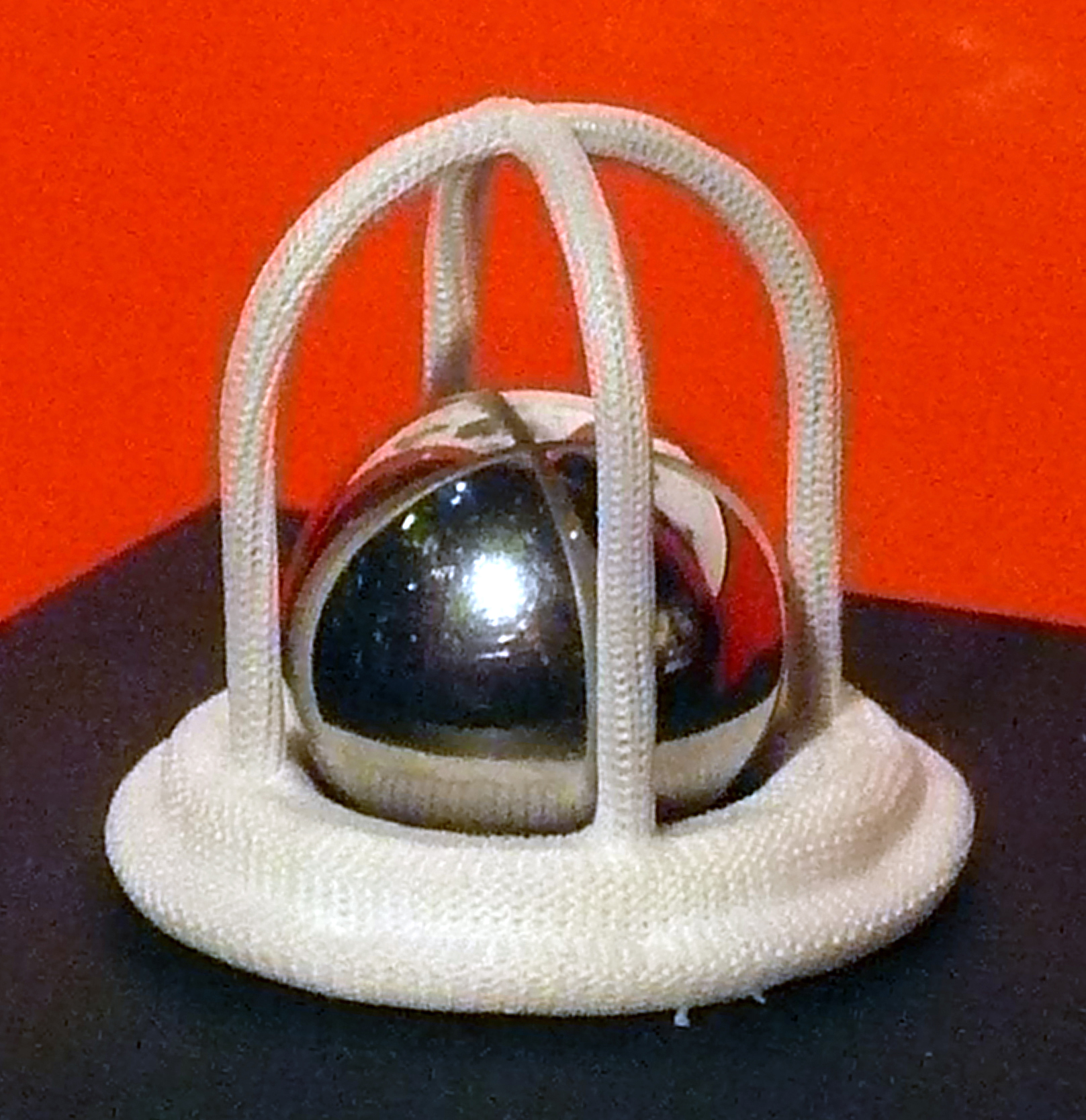
Митральный клапан Starr—Edwards

Конструктивными особенностями этих протезов являлись пластиковое седло и выполненные из метилметакрилата четыре ограничителя хода силастикового шара, соединённые у вершины протеза. Манжета крепления в первых моделях представляла собой двойной силиконовый диск, надеваемый на фиброзное кольцо. В поздних моделях запирающий шар был или литым из силикона, или пустотелым из стеллита (stellit-21), опорное кольцо и ограничители хода — из титана, пришивная манжета — из тефлоновой ткани. В 1962 году этими же разработчиками был предложен аортальный клапан, отличающийся числом титановых ограничителей хода шара — их было три, по числу комиссур, в области которых они и располагались при фиксации. Тогда же в просвете седла появились три упора, что позволило использовать запирающие элементы меньшего диаметра, сохранив герметичность закрытия проходного отверстия. С 1965 года была введена обшивка опорного кольца пористой синтетической тканью.

## Продолжение работы над ИКС
В последующие годы компания продолжила работу над механическими клапанами сердца, следуя общей тенденции их развития. Она предложила две модели малогабаритных клапанов для митральной позиции, выпускавшиеся в 1970—1976 годах. В первой из них (Starr—Edwards 6500) применялся диск из сплава Stellite-21, корпус и четыре перекрещивающиеся ограничительные стойки изготавливались из того же сплава, пришившая манжета была тефлоновой. По периметру основания протеза выполнялись эллипсоидные отверстия для ускорения вживления в фиброзное кольцо пациента. Другая модель (Starr—Edwards 6520) отличалась диском, выполненным из высокомолекулярного полиэтилена с включённым в него титановым кольцом.
В 1990 году итальянская компания Sorin Biomedica начала выпуск двустворчатых клапанов Sorin Bicarbon. Она объединила изогнутые створки из пиролитического углерода с титановым корпусом, покрытым углеродной плёнкой, снижающей тромбогенность протеза. Такое решение упростило технологию производства корпуса. Пришивная манжета, сделанная из двойного велюрового политетрафторэтилена, также имеет углеродное покрытие. Угол открытия клапана составляет 80°, створки и корпус являются рентгеноконтрастными. Изогнутые створки обеспечивают равенство трёх проходных отверстий клапана. Кроме того, подвешивающий шарнирный механизм устроен так, что пропускает незначительный обратный ток крови вблизи подвесных устройств («ушек» створок), способствуя «промыванию» данной области и снижению риска тромбоза даже в закрытой позиции клапана.

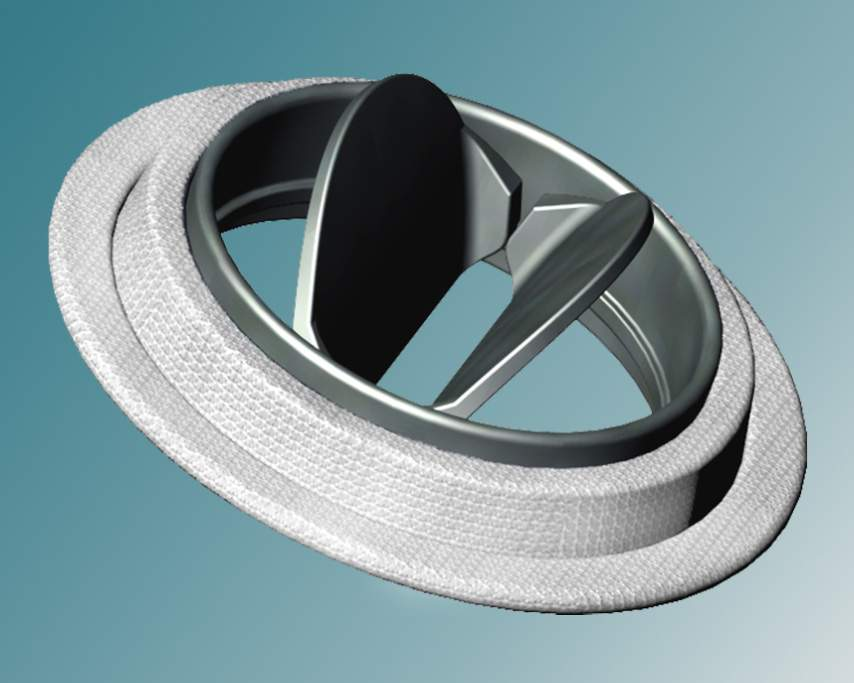
Двустворчатый протез.

Edwards Lifesciences приобрела право на выпуск этого клапана в США под маркой Edwards Mira, при этом, оставив общий дизайн клапана, изменила пришивную манжету на более лёгкую и имеющую силиконовые вставки для облегчения имплантации, и использовала другие материалы: корпус изготавливался из сплава Stellite, покрытого пиролитическим углеродом; изогнутые створки — из графита с импрегнацией вольфрамом и покрытием из пиролитического углерода; пришивная манжета — из дакрона с углеродным покрытием или без него. Однако вскоре протез был снят с продаж из-за регистрации случаев отрыва створки. Причиной оказалась повышенная микропористость материала и кавитационные разрушения. После усовершенствования манжетного амортизатора ударов при закрытии створок и улучшения качества контроля над процессом их изготовления, клапан был возвращён на рынок.

### Биоклапаны марки Carpentier—Edwards
В 1975 году компания при участии Алана Карпентьера предложила проект каркасного биопротеза Carpentier—Edwards, предназначенный для интрааннулярной имплантации. Биопротез обрабатывается 0,625 % раствором глутарового альдегида при высоком давлении (20 мм рт. ст.) и крепится на гибком проволочном каркасе из рентгеноконтрастного кобальт-хром-никелевого сплава для снижения ударных нагрузок при закрытии. Дополнительно биоткань обрабатывается снижающей содержание фосфолипидов защитой от кальцификации (XenoLogiX). Отличием каркаса стали три U-образных проволочных стойки. Аортальный вариант выполняется асимметричным для уменьшения стенотического эффекта мышечного основания правой коронарной створки. Отношение площади отверстия клапана в открытом состоянии к посадочной площади равно 0,76. Пришивная манжета из пористой тефлоновой ткани со вставкой из силиконовой резины выполняется плоской для митральных клапанов и волнистой для аортальных (это позволяет адаптировать основание протеза к форме фиброзного кольца реципиента в ходе имплантации). При равной с моделями Hancock прочностью и износоустойчивостью эта модель имеет более удобный для имплантации дизайн корпуса и пришивной манжеты, и остаётся доступной поныне.
С целью улучшения гемодинамической эффективности (увеличения площади проходного отверстия на 20 %) в 1980-е годы были разработаны биопротезы для супрааннулярной имплантации — митральный Carpentier—Edwards Duraflex (модель 6650) и аортальный Carpentier—Edwards SAV (модель 2650). В них для сохранения естественной структуры клапана и гофрированности коллагена створок стали применять обработку глутаровым альдегидом под низким давлением в 2 мм рт. ст. Была уменьшена высота каркаса, а его цилиндрическая форма заменена на коническую. По данным клинических наблюдений, в течение 5 лет после имплантации 84 % пациентов были свободны от клапанозависимых осложнений. К недостаткам можно отнести опасность дисфункции протеза при имплантаци в узкий корень аорты после малейшей деформации каркаса малой жёсткости.

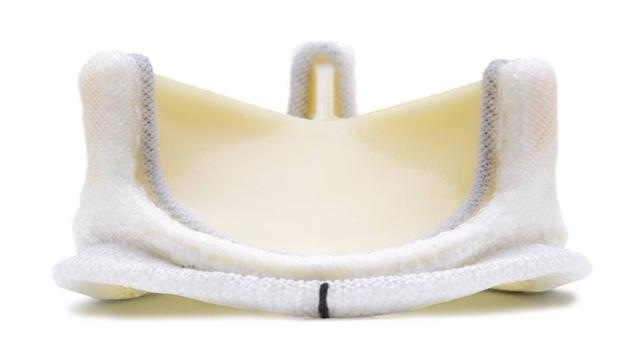
Перикардиальный биопротез Carpentier—Edwards PERIMOUNT

В начале 1980-х годов закончились испытания перикардиального биопротеза, изготавливаемого из бычьего перикарда на рентгеноконтрастном каркасе, подобном каркасу ксеноаортального протеза Carpentier-Edwards. Структурная стабилизация клапана глутаровым альдегидом проводилась по методике «stress-free», для предупреждения кальцификации применялась обработка XenoLogiX. Створки крепились к содержащей вставки из силиконовой резины тефлоновой обшивке каркаса. Перикардиальный биопротез и при малых посадочных диаметрах (19 и 21 мм) обладал хорошей гемодинамикой и занял значительную часть рынка биопротезов (около 40 % в США). Отсутствие его структурной дегенерации составляло 99 %, 94 %, 77 % к 5-му, 10-му и 15-му году после операции, соответственно.
В 2000 году компания объявила о модификации перикардиального протеза, получившей название Carpentier—Edwards PERIMOUNT. Модель 6900Р (митральная) выпускается с плоской манжетой, модели 2700 и 2800 (аортальные для супрааннулярной имплантации) — с волнообразной. От начального варианта протез отличается низкопрофильным гибким каркасом из кобальт-хром-никелевого сплава и обработкой силиконовой пришивной манжеты тефлоном для уменьшения тромбогенности и улучшения вживления протеза в ткани.

## Другие продукты
Особым достижение компании стала разработка семейства сердечных клапанов Edwards SAPIEN, имплантируемых посредством процедуры, называемой транскатетерная замена аортального клапана (TAVR). Эта процедура позволяет устанавливать складные сердечные клапаны из бычьей ткани внутри разборного стента из нержавеющей стали, которые могут быть введены в организм через различные пути доступа к катетеру и продвинуты к сердцу. Это происходит через разрезы в ноге (трансфеморально), между рёбрами или над передней частью грудной клетки — через небольшое отверстие в аорте (трансаортально).
Также были разработаны имплантаты для реконструкции сердечного клапана — так называемые аннулопластические кольца — которые используются хирургами для зажима сердечного клапана пациента и позволяют ему вернуться к исходной форме.
Компания также производит изделия для сосудистой терапии и гемодинамические мониторы для измерения показателей сердечно-сосудистой системы во время операции и интенсивной терапии. Такой мониторинг позволяет измерять кровообращение и работу сердца, и позволяет врачам оценивать достаточность доставки кислорода в органы и ткани.
Другие продукты компании включают катетер Swan-Ganz. Первоначально разработанный для пациентов с острым инфарктом миокарда, в настоящее время он используется в отделениях анестезии и интенсивной терапии. Этот мониторинг используется для получения информации об изменениях или проблемах со здоровьем пациента, для их выявления и принятия решений в процессе лечения.
Чтобы упростить процедуры в кардиохирургии через небольшие разрезы, компания предлагает линейку продуктов для ретракторов мягких тканей, с венозными и артериальными канюлями, устройством для обтурации аорты, катетерами для вентиляции и коронарного синуса, а также многоразовыми инструментами для выполнения минимально инвазивных процедур на клапане сердца.